# Дъга (строителство)
Вижте пояснителната страница за други значения на Дъга.
Дъгата е конструктивен елемент с форма, близка до тази на равнинна, изпъкнала нагоре крива, най-често лежаща във вертикална равнина. Дъгите, оформящи врати, прозорци и други отвори в стени, както и самостоятелно разположените дъгови декоративни съоръжения, често се наричат арки. Конструкциите, които имат подобна на дъгите форма, но относително голямата им дълбочина налага разглеждането им като повърхнини, вместо като криви, се наричат сводове.
Дъговите конструкции, както и сводовете и куполите, могат да поемат насочено надолу вертикално натоварване без в тях да възникват значителни опънни напрежения. При използването на проста греда, подложена на вертикален товар, в краищата ѝ възникват две вертикални реакции, докато при дъгите се формират и хоризонтални реакции, които редуцират огъващите моменти в системата и ограничават или изцяло елиминират надлъжните опънни напрежения. Това свойство прави дъговите конструкции изключително удачни за преодоляване на по-съществени отвори със зидани конструкции. По тази причина до появата на стоманобетона и промишлено произвежданите железни сплави през XIX век тези конструкции са най-широко използваните при по-значителни строежи на сгради и строителни съоръжения.

## Геометрични форми

### Лъжлива дъга
|  |  | Лъжлива дъга Макар да не е същинска дъга, тази конструкция е исторически предшественик на дъгите. Тя дава възможност за преодоляване на малко по-големи отвори с помощта на зидария. На снимката: Лъжлив свод от майския град Ушмал, Мексико. |

### Триъгълна дъга
|  |  | Триъгълна дъга Състои се от два прави елемента, поставени под наклон и подпряни един в друг. Макар елементите да са прави, от гледна точка на механиката конструкцията има свойствата на дъга. |

### Полукръгла дъга
|  |  | Полукръгла дъга Има формата на половин окръжност, като основата на двата ѝ края са разположени на хоризонтална права, а височината е два пъти по-малка от отвора. Поради своята простота и ефективност, тази форма е най-широко използвана в зиданите конструкции. Тя е усъвършенствана от римляните, а по-късно е характерна и за романската архитектура. На снимката: Полукръгли дъги в Аахенската капела, Германия. |

### Сегментна дъга
|  |  | Сегментна дъга Има формата на сегмент от окръжност, но с дължина, по-малка от половината дължина на окръжността. В сравнение с полукръглата дъга има по-малка височина, поради което и хоризонталните опорни реакции са по-големи. По тази причина се използва по-често при мостове, където обикновено е по-лесно хоризонталните реакции да бъдат поети от основата и при които по-малката височина в много случаи е предимство. На снимката: Сегменти дъги на Мост на Фабриций в Рим, Италия. |

### Мавританска дъга
|  |  | Мавританска дъга Има формата на сегмент от окръжност, но с дължина, по-голяма от половината дължина на окръжността. Долната част на дъгата няма конструктивна функция, а служи за чисто декоративни цели. Тази форма, наричана също подковообразна дъга, е характерна за ислямската архитектура, най-вече в Западното Средиземноморие. На снимката: Мавританска арка над врата в Тунис. |

### Островърха дъга
|  |  | Островърха дъга Съставена е от два сегмента от окръжности, чиито центрове са разположени на нивото на основата, а в горната си част се събират под ъгъл. В сравнение с полукръглата арка има по-голямо отношение на височината към отвора. Тази форма е характерна за готическата архитектура, където базираните на островърхи дъги сводове и прозорци с голяма височина създават визуални асоциации за стремеж към божественото. На снимката: Островърхи дъги в покривната конструкция и прозорците на базиликата „Сен Дени“, Франция. |

### Трицентрова дъга
|  |  | Трицентрова дъга Състои се от три сегмента от окръжности, които имат три различни центъра, като долните два имат по-малък радиус. На снимката: Трицентрова арка над входа на сграда в Блуденц, Австрия. |

### Четирицентрова дъга
|  |  | Четирицентрова дъга Състои се от четири сегмента от окръжности. Долните два са подобни на тези при островърхата арка, с центрове, разположени на нивото на основата, но с много по-малък радиус. Горните два сегмента имат значително по-голям радиус, а центровете им се намират под нивото на основата, като за разлика от трицентровата дъга има връх. Характерна е за английската архитектура от времето на Тюдорите и понякога е наричана тюдорова дъга, английска островърха дъга или норманска дъга, както и за ислямската архитектура, особено в областите с персийско влияние. На снимката: Четирицентрови дъги на челната фасада на Глостърската катедрала, Англия. |

### Трилистна дъга
|  |  | Трилистна дъга Подобна е на трицентровата дъга, но кръговите сегменти нямат обща допирателна в точките на свързване, а образуват върхове, насочени към отвора на дъгата. Тази форма се използва често в готическата архитектура. На снимката: Трилистна дъга над врата на църквата „Света Богородица“ в Бремен, Германия. |

### Плоска дъга
|  |  | Плоска дъга Макар че не е същинска дъга, конструкцията има механика на ниска сегментна дъга. Обикновено се изпълнява от зидария, като фугите на елементите имат характерно радиално разположение, напречно на натисковите линии в гредата. Използва се при сравнително малки отвори, често над врати и прозорци или като допълнителна облекчителна конструкция над такива отвори. На снимката: Облекчителна плоска дъга над отвор в сграда в античния град Перге, Турция. |

### Параболична дъга
|  |  | Параболична дъга Има форма на парабола, която от механична гледна точка е оптимална за поемането на равномерно разпределен върху хоризонталната проекция гравитационен товар. Използва се най-често в конструкциите на мостове. На снимката: Три параболични дъгови моста в Ню Йорк, САЩ. |

### Елиптична дъга
|  |  | Елиптична дъга Има форма на елипса. Използва се сравнително рядко. На снимката: Три параболични дъгови моста в Ню Йорк, САЩ. |

### Аколадна дъга
|  |  | Аколадна дъга Състои се от четири кръгови сегмента, подобно на четирицентровата дъга, но горните два са изпъкнали, вместо вдлъбнати. Характерна е за ислямската архитектура. На снимката: Аколадна арка над врата на манастирската църква „Санта Исабел ла Реал“ в Гранада, Испания. |

### Корнизна дъга
|  |  | Корнизна дъга Подобна на аколадната дъга, но долните сегменти са изпъкнали, а горните – вдлъбнати. |

## Механика

### Основни характеристики
Най-често използваните конструктивни схеми при дъговите конструкции са запъната, двуставна и триставна дъга. Запънатите дъги – с непрекъснато по дължината сечение и запънати опори – се използват най-често в стоманобетонни конструкции на мостове и тунели с малки отвори, както и в традиционните зидани конструкции. Двуставните дъги – със специално конструирани ставни опори, позволяващи завъртане на сечението, – са често използвани в мостови конструкции с големи отвори. Запънатите и двуставните дъги са статически неопределими системи, като температурните влияния предизвикват допълнителни усилия в тях. За разлика от тях триставните дъги – със ставни опори и вътрешна става, обикновено в най-високата точка на дъгата, – са статически определими и най-често се използват при средно големи отвори, включително в покривни конструкции на големи сгради.
Основна особеност на механиката на дъговите конструкции е възможността за значително намаляване на огъващите моменти в тях в сравнение с праволинейните греди със същия отвор и натоварване. Това се дължи на развиваните и при вертикално натоварване хоризонтални опорни реакции, които действат в посока на намаляване на огъващите моменти и същевременно създават натискови (при обичайните гравитационни товари) усилия в дъгата. Тези два ефекта – намалените огъващи моменти и натисковите усилия – са особено благоприятни при традиционните зидани конструкции, които имат ограничен капацитет за поемане на опънни напрежения. По тази причина до появата на стоманобетона и промишлено произвежданите железни сплави през XIX век дъгите са най-широко използваните конструкции при по-значителни строежи на сгради и строителни съоръжения.
Ефектът на хоризонталните реакции върху огъващите моменти може да се демонстрира с опростения пример на симетрична триставна дъга с опори на едно ниво и става в най-високата точка, натоварена с равномерно разпределен върху хоризонталната ѝ проекция товар {\displaystyle q} (виж схемата по-горе). Вертикалните реакции в двете опори {\displaystyle A} и {\displaystyle B} се получават директно от условията за ротационно равновесие в срещуположната опора:
{\displaystyle F_{vA}=q{\frac {l}{2}}}
{\displaystyle F_{vB}=q{\frac {l}{2}}}
Вертикалните реакции не зависят от формата и стрелката на дъгата и са еднакви с тези в проста греда със същия отвор.
Хоризонталните реакции в двете опори са равни и срещуположни (от условието за нулева сума на хоризонталните сили, действащи върху системата) и могат да се получат директно от условието за ротационно равновесие на частта от системата, вляво от вътрешната става на дъгата:
{\displaystyle q{\frac {l}{2}}{\frac {l}{4}}-F_{vA}{\frac {l}{2}}+F_{hA}f=0}
{\displaystyle F_{hA}=F_{hB}={\frac {F_{vA}{\frac {l}{2}}-q{\frac {l^{2}}{8}}}{f}}={\frac {q{\frac {l^{2}}{8}}}{f}}}
От последната зависимост се вижда, че хоризонталната реакция не зависи от формата на дъгата, но е обратнопропорционална на нейната стрелка – колкото по ниска е дъгата, толкова по-голяма е хоризонталната реакция.
Огъващият момент {\displaystyle M} в примерната дъга за точка с координати {\displaystyle (x,y)} (при начало на координатната система при лявата опора на дъгата, точка {\displaystyle A}) се получава от следния израз:
{\displaystyle M=F_{vA}x-q{\frac {x^{2}}{2}}-F_{hA}y}
За разлика от опорните реакции, огъващите моменти зависят не само от съотношението на стрелката и отвора на дъгата, но и от конкретната ѝ форма {\displaystyle y(x)}. От формулата се вижда също и ефекта на хоризонталната реакция за намаляване на момента в сравнение с този при аналогична проста греда, който е равен на {\displaystyle F_{vA}x-q{\frac {x^{2}}{2}}}. Намалението има стойност {\displaystyle F_{hA}y} и е най-голямо в средната част на отвора, където моментите в простата греда са най-големи.
Успоредно с намаляването на огъващите моменти спрямо аналогична проста греда, в дъгите се развиват и осови натискови усилия, които имат допълнителен положителен ефект за крехки конструкции като зиданите:
{\displaystyle N=(F_{vA}-qx)\sin \alpha +F_{hA}\cos \alpha },
където {\displaystyle \alpha } е наклонът на дъгата в точка {\displaystyle (x,y)}, така че {\displaystyle \tan \alpha =dy/dx}

### Поемане на хоризонталната реакция
В сравнение с гредовите конструкции в дъгите се развиват значително по-малки огъващи моменти, но в резултат на това в опорите им възникват значителни хоризонтални реакции, които трябва да бъдат предадени към земята. В някои случаи, например при мостове над дълбоки речни корита или долини със солидни брегове, това не предизвиква големи затруднения, но често поемането на хоризонталните реакции е важно съображение при конструирането на дъгови конструкции. При дъгови конструкции в сгради хоризонталната реакция обикновено се поема от шайби или запънати колони в опорите им. Шайбите, изнесени извън фасадата на сградата, се наричат контрафорси, като могат да бъдат масивни или самите те да представляват дъги с опори на различни нива – аркбутани.
Друго средство за поемане или ограничаване на хоризонталните реакции е използването на специални опънни елементи – обтегачи – между опорите на дъгата, при което обтегачът поема цялата хоризонтална реакция, или между други точки, при което той само намалява реакцията. Обтегачите обикновено са метални и, макар да се срещат и при стари зидани конструкции, намират по-широко приложение при съвременните конструкции. Те ограничават свободното пространство под дъгата, което може да създава функционални неудобство, например при дъгови покрития на сгради. При други приложения обтегачите не са в конфликт с функционалните нужди – например при мостове с долно разположение на пътя, самата пътна конструкция може да се използва като обтегач.

### Рационална ос
От чисто конструктивна гледна точка оптималната форма на дъгата е такава, при която по цялата ѝ дължина не възникват огъващи моменти, а всяко сечение работи на чист натиск. При триставните дъги за всяко зададено товарно състояние съществува такава форма, при която в системата няма огъващи моменти и която се нарича рационална ос.
За описания по-горе пример на триставна дъга с вертикален товар, разпределен върху нейната хоризонтална проекция, е в сила зависимостта:
{\displaystyle M=F_{vA}x-q{\frac {x^{2}}{2}}-F_{hA}y=q{\frac {l}{2}}x-q{\frac {x^{2}}{2}}-{\frac {q{\frac {l^{2}}{8}}}{f}}y}
Уравнението на рационалната ос на дъгата се получава от нейната дефиниция {\displaystyle M(x)=0} и има формата на квадратна парабола:
{\displaystyle q{\frac {l}{2}}x-q{\frac {x^{2}}{2}}-{\frac {q{\frac {l^{2}}{8}}}{f}}y=0}
{\displaystyle y(x)={\frac {f}{q{\frac {l^{2}}{8}}}}(q{\frac {l}{2}}x-q{\frac {x^{2}}{2}})={\frac {4f}{l^{2}}}x(l-x)}
По аналогичен начин може да се получи рационалната ос на триставна дъга, подложена на други товари. При товар, перпендикулярен на оста на дъгата и равномерно разпределен по дължината ѝ, рационалната ос е с формата на окръжност. При вертикален товар, равномерно разпределен по дължината на самата дъга, рационалната ос има формата:
{\displaystyle y={a \over 2}(e^{x/a}+e^{-x/a})=a~\operatorname {ch} {x \over a}}
Тази крива се нарича верижна линия, тъй като описва и формата на верига, натоварена само със собственото си тегло – двете системи са сходни, като разликата е само в посоката на товара спрямо изпъкналостта на кривата, поради което във веригата възникват само опънни, а в дъгата – само натискови усилия.
Концепцията за рационална ос се използва главно при първоначалното проектиране на дъговите конструкции. Действителните конструкции са подложени на променливи натоварвания, при някои от които в тях неминуемо възникват огъващи моменти – така изборът на рационална ос за определено преобладаващо натоварване дава възможност за тяхното ограничаване, но не и за пълното им елиминиране. В допълнение, конструктивните съображения са само част от факторите за избор на формата на дъгите – често върху него влияе технологията на изпълнение, начините на поемане на хоризонталните реакции и на пространствено укрепване, функционални и естетически критерии.

## Технология на изпълнение
Сухата зидария не притежава никаква здравина на опън във фугите между блоковете. Добавянето на хоросан променя много малко този параметър. Неговата задача е да свързва камъните и да подобри тяхното прилягане един към друг. За разлика от опъна, здравината на натиск е много висока. При цимента е около 50 MN/m² или 10 пъти по-висока от здравината на опън.
Трегерите и фалшивите арки предполагат използването на материали, които могат да се натоварват на опън. Една истинска дъгова строителна конструкция използва високата здравина на натиск на минералните строителни материали като камък и бетон и керамичните материали като`тухли.
Камъните от картинката отляво са оформени клинообразно и могат да се наредят под формата на дъга. Само двете носещи колони са осигурени срещу странично преместване. Камъните на дъгата не са залепени и не могат да поемат никакви сили на опън. Наредените по този начин един до друг свободно могат да поемат обаче големи натоварвания като натиск, многократно превишаващ теглото им.
Първите камъни, които се полагат при строителството на арката са К-камъни пети (импоста), след това следват опорните камъни А, до достигане на ключовия камък S, който фиксира цялата конструкция. Преди да се постави последният ключов камък на арката конструкцията не може да се остави. За изграждането на тази конструкция трябва да се изгради скелетна конструкция с формата на изгражданата арка. Това скеле представлява и кофража на свода или се нарича кръжило.

## Приложение
Дъгите се употребяват като основни носещи конструкции на мостове, покриви на сгради, както и за изпълнение на отвори през стени, а също така и с чисто декоративна функция – при входове, прозорци, колони, ниши и др. Те могат да бъдат и самостоятелни декоративни съоръжения, като Арката на Тит или Триумфалната арка.
Арки, които са изградени над непроходен участък се наричат слепи арки. Една от целите на подобно изпълнение е да се увеличи здравината на стената при използването на по-малко материали от нормално. Също така при някои случаи арката или прохода се изпълнява като плоска арка, за разтоварването на която се прави сляпа арка.

## Галерия
- Сидни Харбър Бридж, Сидни, Нов Южен Уелс, Австалия (2010)
- Мост Луудендорф над река Рейн, Ремаген, Германия. На снимката се виждат повредите преди разрушаването по време на Битката за Ремаген през Втората световна война
- Айфелова кула, Париж, Франция (2009)
- Вторият Уембли (стадион) в Лондон, построен през 2007 г. (2007)
- Първият Естадио Сан Мамес, в Билбао, посторен през 1953 г., разрушен през 2013 г. (2013)
- Сейнт Панкрас, железопътна сграда в северен Лондон, Англия (2011)
- Гарова зала в гара Виктория, Лондон, Англия (2006)
- Люцерн ЖП гара, Швейцария (2010)
- Гарова зала в Централна гара Франкфурт на Майн, Франкфурт, Германия (2005)
- Дом на културата на света, Берлин, Германия (2011)
- Колизейят в Рим, Италия (2013)
- Арки в Колизея в Рим, Италия (2005)
- Джамията Амир Чакмаг, Язд, Иран (2014)
- Каменна арка в руините на крепостта в Бад Липширинге, Германия (2005)
- Кингс Колидж, Кеймбриджки университет в Кеймбридж, Англия (2007)
- Арки в главния кораб на църквата в Манастира Алкобаса, Португалия (2008)
- Западната фасада на Уестминстърското абатство, Уестминстер, Лондон, Англия (2013)
- Арки в главния кораб на Уестминстърско абатство, Уестминстър, Лондон, Авглия (2006)
- Главната фасада на църквата Свети Петър (Рим), Ватикана, Рим, Италия (2015)
- Тадж Махал в Агра, Утар Прадеш, Индия (2009)
- Арките в коридора на Капитолий (САЩ) във Вашингтон (2006)
- Арки Ар деко в Крайслер Билдинг, Манхатън, Ню Йорк, (2005)
- Зимния дворец, Ермитажа, Санкт Петербург, Русия (2016)
- Версайски дворец, Версай, Франция (2012)
- Уестминстърски дворец, Уестминстър (район в Лондон), Лондон, Англия (2010)
- Арки изпълнени с обратна верижна крива в Каза Мила в Барцелона, Испания от Антони Гауди (2010}